# Зворотна тяга
«Зворотна тяга» (англ. Backdraft) — американський фільм 1991 року режисера Рона Говарда.

## Сюжет
У дитинстві Браян Маккеффрі став свідком загибелі свого батька при гасінні пожежі. Змінивши декілька родів занять, він закінчує пожежну академію і потрапляє у частину, де начальником є його старший брат Стівен. Але через напружені відносини з братом, Браян влаштовується помічником пожежного слідчого Дональда Рімгейла. Той розслідує серію дивних підпалів, у результаті яких загинули три людини. З'ясовується, що загиблі були пов'язані з мером міста Свайзеком, який для скорочення бюджетних витрат закрив кілька пожежних частин. Рімгейл і Маккеффрі їдуть додому до мера, але виявляють у будинку невідомого, який намагався вбити Свайзека. Рімгейлу і Браяну вдається витягнути мера на вулицю, але відбувається вибух, у результаті якого Рімгейл отримує поранення. Браян звертається за допомогою до психопата-палія Рональда Бартеля, що відбуває строк у спеціалізованій лікарні. Той наводить його на думку, що палія слід шукати серед тих, хто не любить вогонь і має доступ до тритілхлориду. Браян починає підозрювати свого брата Стівена, але зрештою дізнається що це Едкокс, пожежник з команди брата. У цей час надходить сигнал про пожежу на хімічному комбінаті. На даху палаючого заводу Едкокс розповідає Стівену, що підстроїв загибель тих трьох і спробував підірвати будинок мера, щоб помститися за пожежників, які загинули не отримавши підкріплення через закриття сусідніх пожежних частин. Раптом дах обвалюється і Стівен повисає намагаючись утримати Едкокса. Не втримавшись, обидва падають вниз. Едкокс падає у вогонь і гине, Стівен при падінні отримує важке поранення і вмирає в машині швидкої допомоги. Перед смертю він просить Браяна не розповідати нікому про Едкокса, щоб не ганьбити свій підрозділ. Стівена і Едкокса урочисто ховають, а після похорону Рімгейл і Браян на прес-конференції мера і в присутності журналістів просять його прокоментувати закриття пожежних частин та відмивання грошей на їх перебудові. Браян після загибелі брата повертається працювати в пожежну частину.

## У ролях
| Актор                | Роль                                      |
| -------------------- | ----------------------------------------- |
| Курт Расселл         | Стівен «Бик» Маккеффрі / Денніс Маккеффрі |
| Вільям Болдвін       | Браян Маккеффрі                           |
| Роберт де Ніро       | Дональд «Тінь» Рінгейл                    |
| Дональд Сазерленд    | Рональд Бартель                           |
| Дженніфер Джейсон Лі | Дженніфер Вайткус                         |
| Скотт Гленн          | Джон «Сокира» Едкокс                      |
| Ребекка де Морней    | Гелен Маккеффрі                           |
| Джейсон Гедрік       | Тім Крізмінскі                            |
| Дж.Т. Волш           | Олдермен Марті Свайзек                    |
| Ентоні Мокус старший | шеф Джон Фіцджеральд                      |
| Седрік Янг           | Гріндл                                    |
| Хуан Рамірес         | Рей Сантос                                |
| Кевін Кейсі          | Найтінгел                                 |
| Джек МакГі           | Шмідт                                     |
| Марк Вілер           | Пенгеллі                                  |
| Річард Лекссі        | Вашингтон                                 |
| Біп Іамс             | Шон Маккеффрі                             |
| Райан Тодд           | Браян, 7 років                            |
| Роберт Свон          | Віллі, бармен                             |
| Клінт Говард         | Рікко, патологоанатом                     |

## Саундтрек
| Список треків | Список треків                      | Список треків |
| #             | Назва                              | Тривалість    |
| ------------- | ---------------------------------- | ------------- |
| 1.            | «Set Me In Motion - Bruce Hornsby» | 5:19          |
| 2.            | «Fighting 17th»                    | 4:25          |
| 3.            | «Brothers»                         | 3:32          |
| 4.            | «The Arsonist's Waltz»             | 1:58          |
| 5.            | «335»                              | 3:03          |
| 6.            | «Burn It All»                      | 5:16          |
| 7.            | «You Go, We Go»                    | 5:12          |
| 8.            | «Fahrenheit 451»                   | 2:59          |
| 9.            | «Show Me Your Firetruck»           | 3:33          |
| 10.           | «The Show Goes On - Bruce Hornsby» | 7:33          |
| 42:49         |                                    |               |